# Philipp Schwethelm
Philipp Schwethelm, né le 1er mai 1989 à Engelskirchen, en Allemagne, est un joueur allemand de basket-ball, évoluant aux postes d'arrière et d'ailier. 